# Demiana
Sainte Demiana et les 40 Vierges (en copte Ϯⲁⲅⲓⲁ Ⲇⲩⲙⲓⲁⲛⲏ ⲛⲉⲙ ⲡⲓ ϩ︤ⲙⲉ ⲉ̅ⲑ̅ⲱ̅ ⲙ︤ⲡⲁⲣⲑⲉⲛⲟⲥ ; également connue sous le nom de Chaste Martyre Sainte Demiana) était une sainte martyre copte du début du IVe siècle.

## Histoire de Sainte Demiana
Vers la fin du troisième siècle vivait un chrétien nommé Marc. Il était gouverneur des districts d'el-Borollos, el-Zaafaran et Wadi al-Saysaban dans le delta nord du Nil, en Égypte. Ces villes correspondent actuellement à la ville de Baltim jusqu’à Mansourah et s’étendent jusqu’au lac Bouros.
Mark avait une enfant unique nommée Demiana et il l'aimait beaucoup. Alors que sa fille était encore jeune, sa mère est décédée et son père a fait tout son possible pour l'élever en chrétienne vertueuse.
Quand elle eut 15 ans, son père souhaita la marier à l'un de ses nobles amis, mais elle refusa. Elle déclara qu'elle désirait se consacrer comme épouse du Christ et qu'elle avait l'intention de vivre dans le célibat et de servir le Seigneur. Demiana demanda à son père de lui construire une maison isolée, un peu éloignée de la ville, où elle pourrait vivre avec ses amies, loin du monde et de ses tentations.

### Vie monastique
Son père exauça son souhait et lui construisit, pour elle et ses consœurs, un grand palais dans le désert. Elle est à ce titre parfois considérée comme une des Mères du désert.

### Demiana face aux persécutions de Dioclétien
Lorsque l'empereur Dioclétien apprit que Demiana, la fille de Marc, avait persuadé son père de recommencer à adorer le Christ, il tua ce dernier.
Il ordonna à un prince de ses commandants, d'attaquer son palais avec cent soldats. Dioclétien lui donna les instructions suivantes : « Essayez d’abord de la convaincre d’adorer nos idoles en lui offrant richesses et gloire ; si elle refuse, menacez-la, torturez-la et même décapitez-la, ainsi que ses vierges, pour en faire un exemple pour les autres chrétiens. » .
Voyant les soldats approcher, Demiana se mit à prier Dieu pour qu'il renforce leur foi. Elle déclara à ses 40 amies : « Si vous êtes prêtes à mourir pour l'amour de Jésus, vous pouvez rester, mais si vous ne pouvez pas résister aux tourments des soldats, alors dépêchez-vous et fuyez maintenant. » Les quarante vierges répondirent : « Nous mourrons avec toi et aimerons Dieu avec toi. » </ref>.
Le prince transmis le message de l'empereur à Demiana en disant : « Je suis un envoyé dépêché par Dioclétien. Je vous ordonne, en son nom, d'adorer ses dieux et il vous accordera tout ce que vous désirez. » 
Demiana s'écria</ref> :  

« Maudit soit le messager et celui qui l'a envoyé... Il n’y a pas d’autre Dieu au ciel ou sur terre que le seul et unique vrai Dieu – le Père, le Fils et le Saint-Esprit – le Créateur, qui n’a ni commencement ni fin ; le Dieu omniprésent et omniscient qui vous jettera en enfer pour une condamnation éternelle.
Quant à moi, j'adore mon Seigneur et Sauveur Jésus-Christ, et son Bon Père et le Saint-Esprit, la Sainte Trinité, je le confesse, ... et en son nom je mourrai et par lui je vivrai pour toujours. »

Le prince, enragé contre Demiana ordonna de la placer dans un Hinbazeen (presse à écraser) jusqu'à ce que du sang soit versé sur le sol.
Lorsqu'on la mit en prison, un ange du Seigneur lui apparut, toucha son corps de ses ailes illuminées, et elle fut guérie de toutes ses blessures. Elle fut soumise à des tortures supplémentaires, mais malgré cela, sa foi l'a soutenue. Le prince ordonna alors que Demiana et ses 40 vierges soient décapitées.
Sainte Demiana a reçu 3 couronnes célestes : pour sa virginité, son endurance aux tortures et son martyre.
- Histoire complète du martyre de Démiana

## Le tombeau de Sainte Demiana et les 40 Vierges
Sous le règne de Constantin le Grand, sa mère Hélène visita le site du palais du monastère de Sainte Demiana, où elle fit construire une église sur le tombeau. Cette église funéraire a été consacrée par le pape Alexandros (pape d'Alexandrie et 19e patriarche copte orthodoxe du siège de Saint-Marc), le 20 mai 12 Bashans (calendrier copte).
L'église d'origine a finalement été détruite, mais une autre a été reconstruite et se trouve encore aujourd'hui sur le même site. Chaque année, de nombreuses personnes visitent le sanctuaire de Sainte Demiana pour solliciter son intercession. La principale saison de visite est la période entre le 4 et le 12 Bashans. (12-20 mai)</ref>.

## Restauration du monastère de Sainte-Demiana

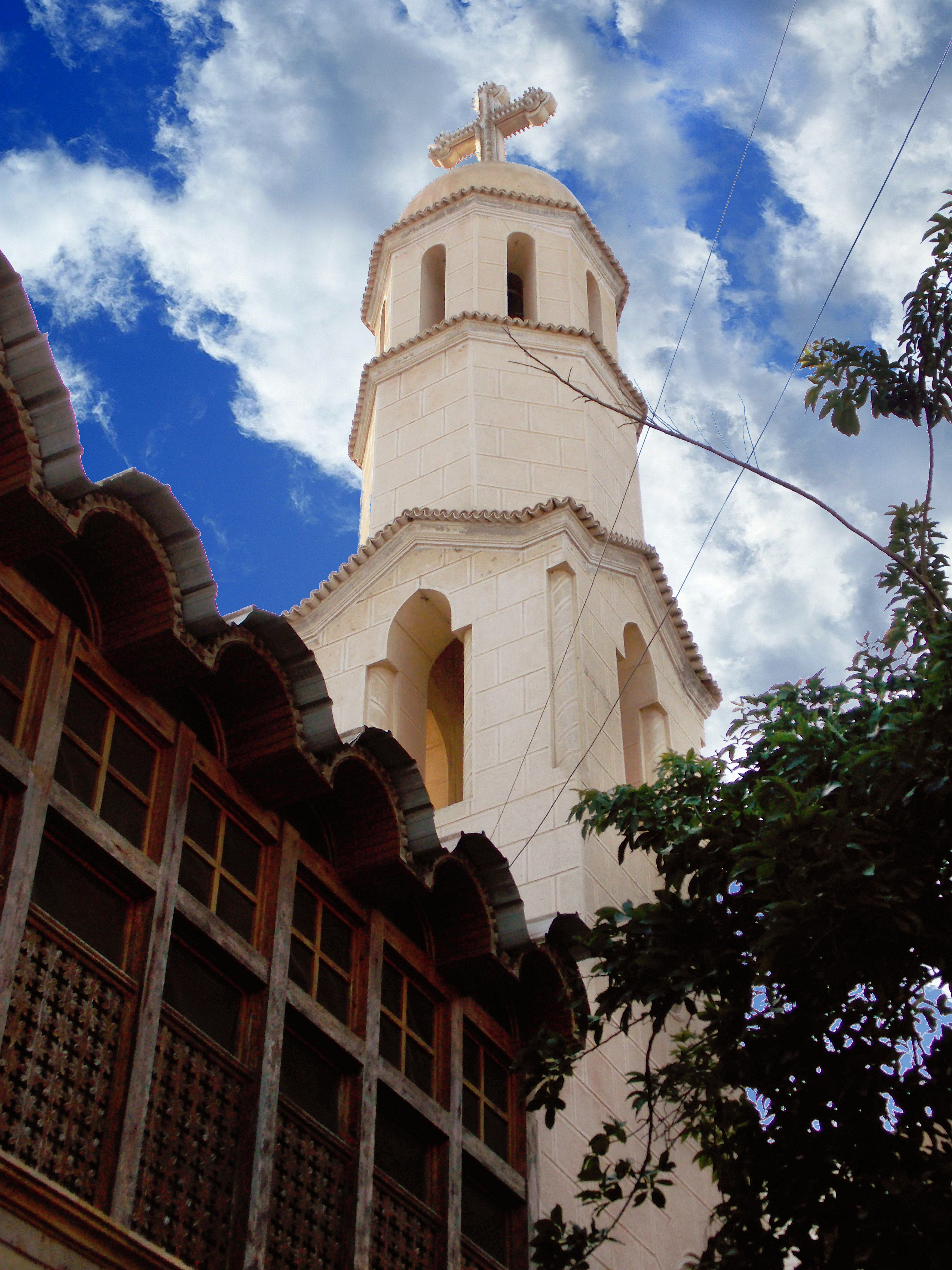
Monastère de Sainte Demiana, Égypte.

Situé à Barrary-Belqas, en Égypte, à l'exact même endroit où se trouvaient le palais du monastère d'origine et l'église du tombeau de Sainte Demiana, se trouve désormais un monastère copte orthodoxe cénobitique pour les religieuses portant son nom : Monastère de Demiana.
Le monastère a été officiellement consacré monastère copte orthodoxe cénobitique pour moniales le 24 septembre 1978 par Shenouda III, pape d'Alexandrie et 117e patriarche copte orthodoxe du siège de Saint-Marc.
La propriété du monastère regroupe 9 églises dont 4 lui sont dédiées : la grande église de Sainte Demiana, l'église du tombeau de Sainte Demiana, l'ancienne église de Sainte Demiana et l'église des religieuses de Sainte Demiana.
Ailleurs, de nombreuses églises de l’Église copte orthodoxe portent également son nom.
En mai 2014, les forces de sécurité égyptiennes ont évité un attentat à la voiture piégée contre le monastère.

## Sainte Demiana, fondatrice du monachisme pour les religieuses coptes orthodoxes
Sainte Demiana est la fondatrice du monachisme des religieuses coptes orthodoxes et la princesse (le plus haut rang) des femmes martyres de l'Église copte orthodoxe.
Sainte Demiana et ses 40 religieuses vierges sont représentées dans les icônes coptes comme ne portant pas l'habit monastique noir que nous voyons porter aujourd'hui par les religieuses coptes orthodoxes, car à son époque, l'habit monastique noir n'avait pas encore pris forme.
Selon le métropolite grec orthodoxe Pentalimon Lambadarios de Pelusium, Sainte Demiana a été ajoutée comme sainte grecque orthodoxe et biographiée dans le Synaxarium de l'Église grecque orthodoxe.

## Fêtes de Sainte Demiana et des 40 Vierges

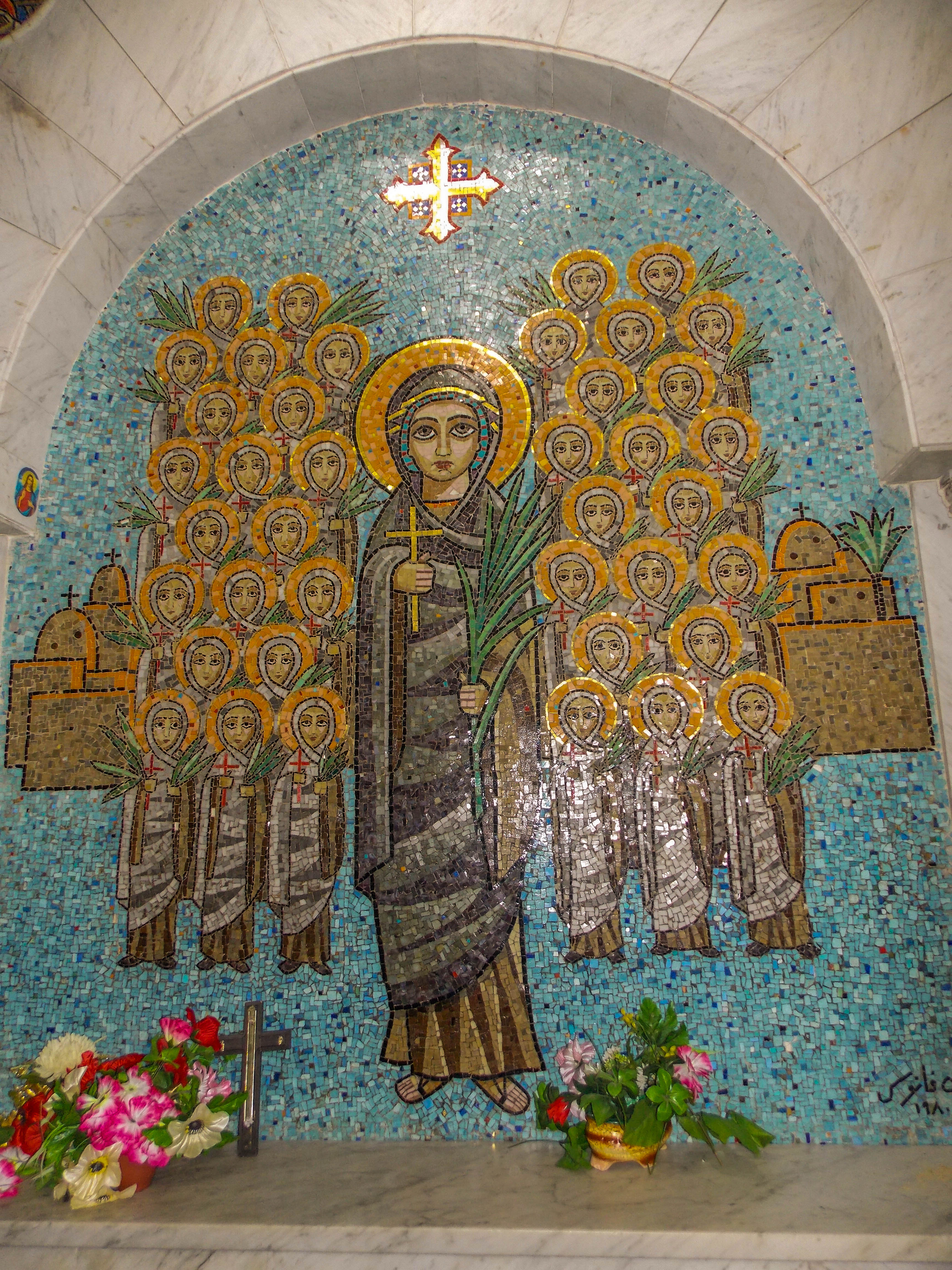
Sainte Demiana

L'Église copte orthodoxe commémore les fêtes de Sainte Demiana et le martyre des 40 vierges le 21 janvier, 13 Tooba (calendrier copte), et la consécration de la grande église de Sainte Demiana dans son monastère le 20 mai, 12 Bashans (calendrier copte).

## Sources primaires
L'histoire de la vie de Sainte Demiana et des 40 Vierges se trouve dans deux sources arabes : Synaxarium et Histoire de la vie de la chaste Sainte Demiana et Histoire du monastère. Le récit de sa vie a été traduit de l'arabe vers l'anglais par les religieuses du monastère Sainte-Demiana en Égypte.
Le livre, Histoire de la vie de la chaste sainte Demiana et Histoire du monastère, est tiré de manuscrits du XVIIIe siècle écrits par Mgr Jean (évêque d'El-Borollos) ; ces manuscrits ont été transcrits à partir de manuscrits plus anciens datés du VIe siècle pendant le service apostolique de Dimianos (563-598 apr. J.-C., 35e patriarche du siège de Saint-Marc), et ont été à l'origine transcrits à partir d'anciens manuscrits écrits par Christodoulou, le disciple de Saint-Marc. Julius El-Akfahsee (IVe siècle).
Sainte Demiana est la fondatrice du monachisme des religieuses coptes orthodoxes et la plus haute martyre de l'Église copte orthodoxe en raison de sa tolérance aux grandes persécutions, tortures et souffrances.
https://st-takla.org/books/en/church/synaxarium/05-topah/13-toba-demiana.html